# بني فرحان (صنعاء)

تعديل مصدري - تعديل

بني فرحان هي إحدى قرى مديرية خولان التابعة لمحافظة صنعاء اليمنية، بلغ تعداد سكانها 2116 نسمة حسب الإحصاء الذي أجري عام 2004.